# Zwevegem
Zwevegem is een plaats en gemeente in de Belgische provincie West-Vlaanderen. De gemeente telt ruim 25.000 inwoners. In tegenstelling tot haar nog steeds erg landelijke deelgemeentes sluit Zwevegem zelf door haar noordelijker ligging aan met de stedelijke omgeving van Kortrijk.

## Kernen
Naast Zwevegem zelf liggen in de fusiegemeente nog de landelijke deelgemeenten Heestert, Moen, Otegem en Sint-Denijs. Zwevegem zelf ligt in het noorden van de gemeente, in de stedelijke omgeving van Kortrijk. De vier andere dorpskernen liggen in het zuiden van de gemeente.
Op de grens van Zwevegem en Moen, op de weg naar Avelgem, ligt het gehucht Zwevegem-Knokke (VII). De Zwevegemse wijk Kappaert (VI) ligt ten oosten van het kanaal Bossuit-Kortrijk, en heeft ook zijn eigen parochie en school. Ten zuiden van het centrum van Zwevegem ligt de Kreupel.
| # | Naam             | Opp. (km²) | Inwoners (2020) | Inwoners per km² | NIS-code |
| - | ---------------- | ---------- | --------------- | ---------------- | -------- |
| 1 | Zwevegem (I)     | 15,77      | 14.140          | 897              | 34042A   |
| 2 | Otegem (V)       | 7,68       | 2.565           | 334              | 34042B   |
| 3 | Heestert (IV)    | 13,03      | 2.880           | 221              | 34042C   |
| 4 | Moen (III)       | 10,56      | 2.729           | 258              | 34042D   |
| 5 | Sint-Denijs (II) | 16,57      | 2.493           | 150              | 34042E   |

Zwevegem grenst aan volgende dorpen en gemeenten:
| - a. Harelbeke met gehucht Stasegem (stad Harelbeke) - b. Deerlijk met gehucht Sint-Lodewijk (gemeente Deerlijk) - c. Vichte (gemeente Anzegem) - d. Ingooigem (gemeente Anzegem) - e. Tiegem (gemeente Anzegem) - f. Waarmaarde (gemeente Avelgem) - g. Avelgem (gemeente Avelgem) |

| - h. Outrijve (gemeente Avelgem) - i. Bossuit (gemeente Avelgem) - j. Helkijn (gemeente Spiere-Helkijn) - k. Spiere (gemeente Spiere-Helkijn) - l. Kooigem (stad Kortrijk) - m. Bellegem (stad Kortrijk) - n. Kortrijk (stad Kortrijk) |

### Kaart

Zwevegem, deelgemeenten en buurgemeenten. De gele gebieden zijn bebouwde kernen.

## Geschiedenis
De vondst van werktuigen uit silex tonen bewoning van het gebied in het Mesolithicum aan. In 1783 werd een Romeinse muntschat gevonden. In 1972 werden brandgrafresten uit de Gallo-romeinse tijd aangetroffen.
Zwevegem werd voor het eerst vermeld in 1063, als Sueuegehem. De naam is een combinatie van een persoonsnaam en het -heim (woonplaats) achtervoegsel. De belangrijkste heerlijkheden waren Ter Kerken en Ten Kastele. Omstreeks 1270 kwam Ter Kerken in bezit van de familie Van Steenhuize, en in 1414 werd deze heerlijkheid verkocht aan Jan van Halewijn. In 1437 kocht diens zoon, Rogier van Halewijn, ook de heerlijkheid Ten Kastele. De heerlijkheden waren nu verenigd, maar werden later weer gesplitst. In 1606 kwam Ten Kastele aan Florent de Griboval, en in 1639 kocht deze onder andere ook Ter Kerken weer. Opnieuw waren de heerlijkheden verenigd en in 1665 werden ze tot graafschap verheven. In 1686 kwam de gezamenlijke heerlijkheid aan Louis-Joseph de Harchies de Ville d' Estrepy en in 1717 aan de familie Van Nassau, die eigenaar bleef tot de Franse tijd en zetelde in het Kasteel van Zwevegem.
Het patronaatsrecht van de kerk was vanaf 1063 in bezit van het Sint-Salvatorkapittel te Harelbeke. De godsdiensttwisten, vooral tussen 1575 en 1585, leidden tot plunderingen en ontvolking en in 1578 werd ook het kasteel verwoest. Ook de Negenjarige Oorlog (1688-1697) leidde tot plunderingen, vooral door Franse troepen. In 1694 was er bovendien een pestepidemie.
Vooral na 1713 brak een periode van rust aan, maar van 1835-1850 waren er misoogsten van aardappelen en werd honger geleden. In 1871 werd een suikerfabriek opgericht die echter al vrij snel failliet ging. In 1884 werd in de gebouwen van die fabriek de weverij La Flandre, een katoenweverij, opgericht. In 1861 kwam het Kanaal Bossuit-Kortrijk in gebruik en in 1869 een spoorlijn. In 1880 begon Leo Leander Bekaert met een staaldraadtrekkerij, en in 1881 verwierf hij een patent om een soort prikkeldraad te produceren. Dit groeide uit tot een groot en internationaal opererend bedrijf, dat als Usines Saint-Antoine Léon Bekaert, kortweg Bekaert, in 1924 een Naamloze Vennootschap werd. In 1875 kwam de eerste mechanische weverij tot stand, namelijk Leperre, later kwamen er nog drie bij waaronder het reeds genoemde La Flandre. In 1910 volgde een steenfabriek: Briqueteries Modernes, dit werd later een dakpannenfabriek.
Ook in de 2e helft van de 20e eeuw was er een aanzienlijke industrialisatie en groeide de plaats aanzienlijk uit, waarbij nieuwe woonwijken ontstonden.

## Bezienswaardigheden
- In de gemeente staan drie beschermde windmolens: de Stenen Molen, Mortiers Molen en de Molen ter Claere.
  - De Stenen Molen werd gebouwd in 1798. Sinds 1974 is hij eigendom van de gemeente. Het was een korenmolen. Aanvankelijk een grondzeiler werd hij later verhoogd en kreeg beneden een cirkelvormige omgang. Zijn zetelkapconstructie van 1890 is uniek. Alleen de buitenkant is gerestaureerd. Het binnenwerk is niet meer aanwezig.
  - Mortiers molen, een staakmolen op vier teerlingen, met een later bijgemetseld teerlinghok, werd waarschijnlijk rond 1794 gebouwd. Het was een graanmolen. Het is de allerlaatste houten molen met volledig verdekkerde wieken (verdekkerd in 1935). De molen werd maalvaardig gerestaureerd.
  - De molen ter Claere, een grondzeiler, is gelegen in de deelgemeente Sint-Denijs en ligt op het hoogste punt van de gemeente (76 meter). Ook deze molen is maalvaardig. Zijn naam duikt voor het eerst op in 1415. De houten molen werd volledig vernield in 1848. Rond 1854 werd op die plaats de huidige stenen molen gebouwd.
- De huidige Sint-Amanduskerk dateert van september 1938 en is een ontwerp van de Nederlandse architect Alphons Boosten. Enkel de kerktoren uit de 13de eeuw is een overblijfsel van de oude kerk.
- De Sint-Pauluskerk is een voormalige parochiekerk in de Europawijk, van 1968.
- De Milanenkapel in het gehucht Kreupel.
- De kasteelsite.
- Transfo Zwevegem.
- De Sint-Pietersbrug gelegen aan de oude arm van het kanaal Bossuit-Kortrijk.

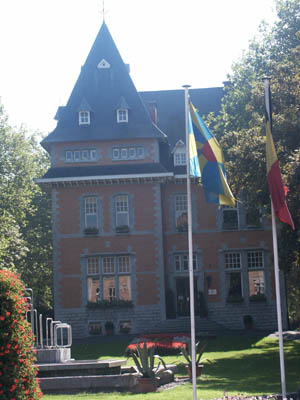
Het voormalige Gemeentehuis
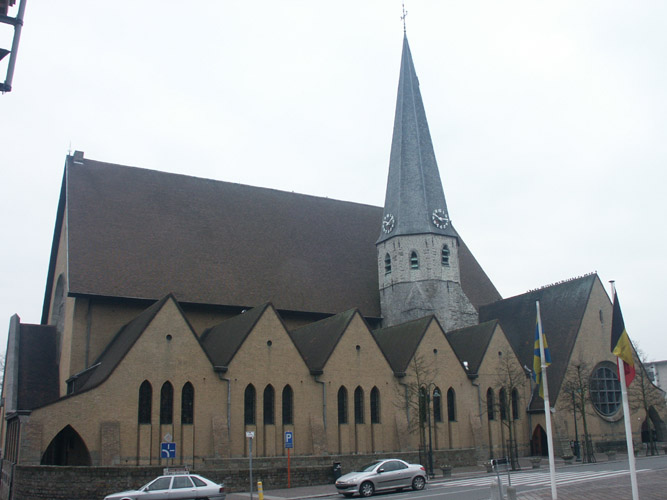
Sint-Amanduskerk met oude toren
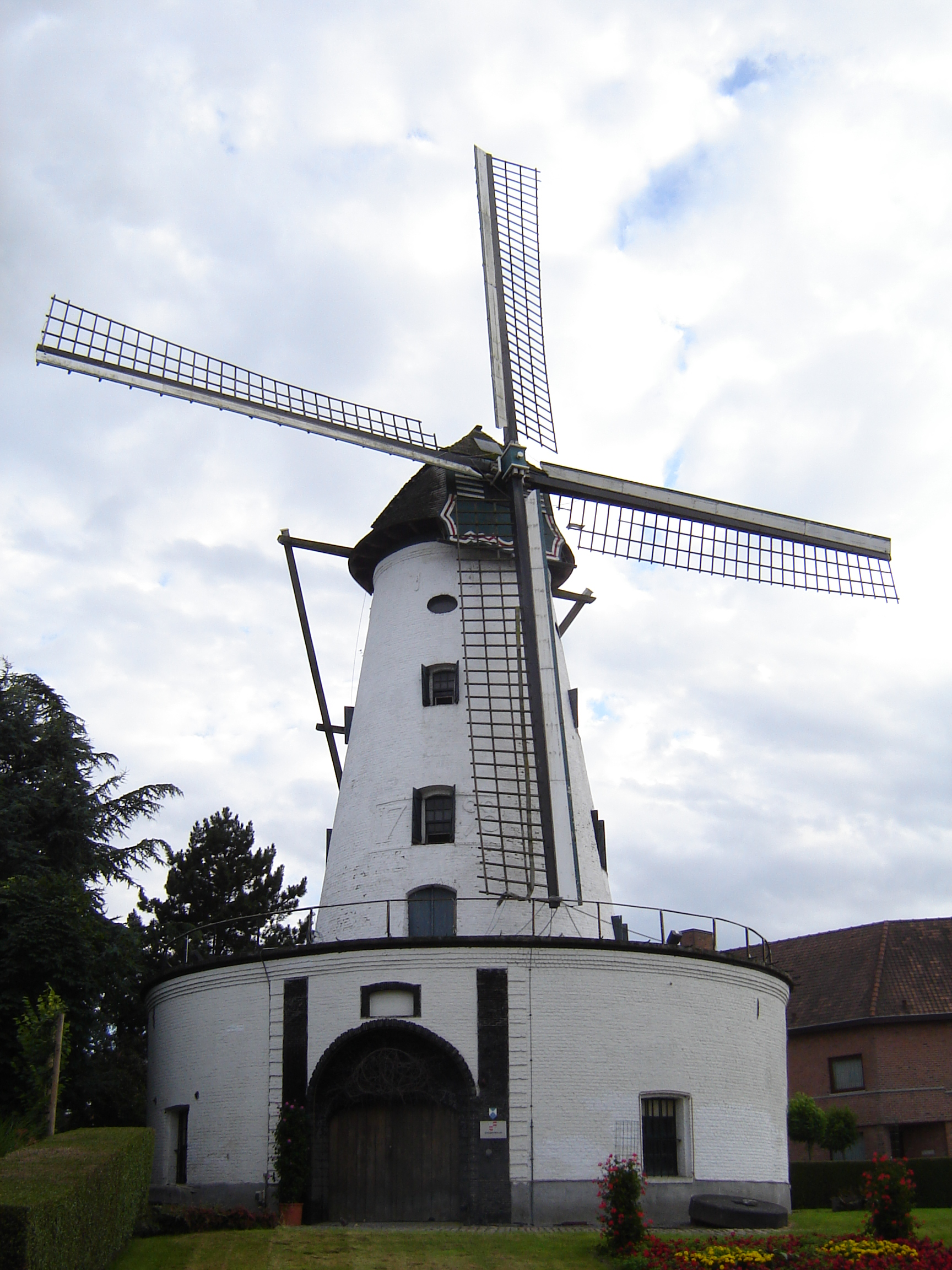
De Stenen Molen
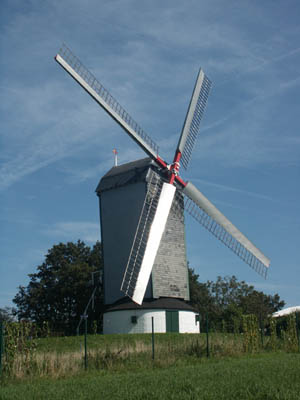
Mortiers Molen
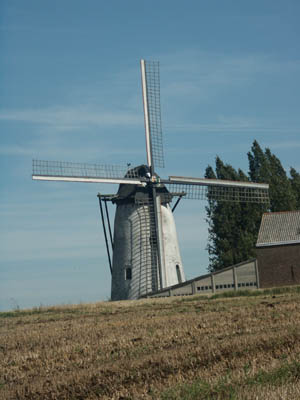
Molen ter Claere
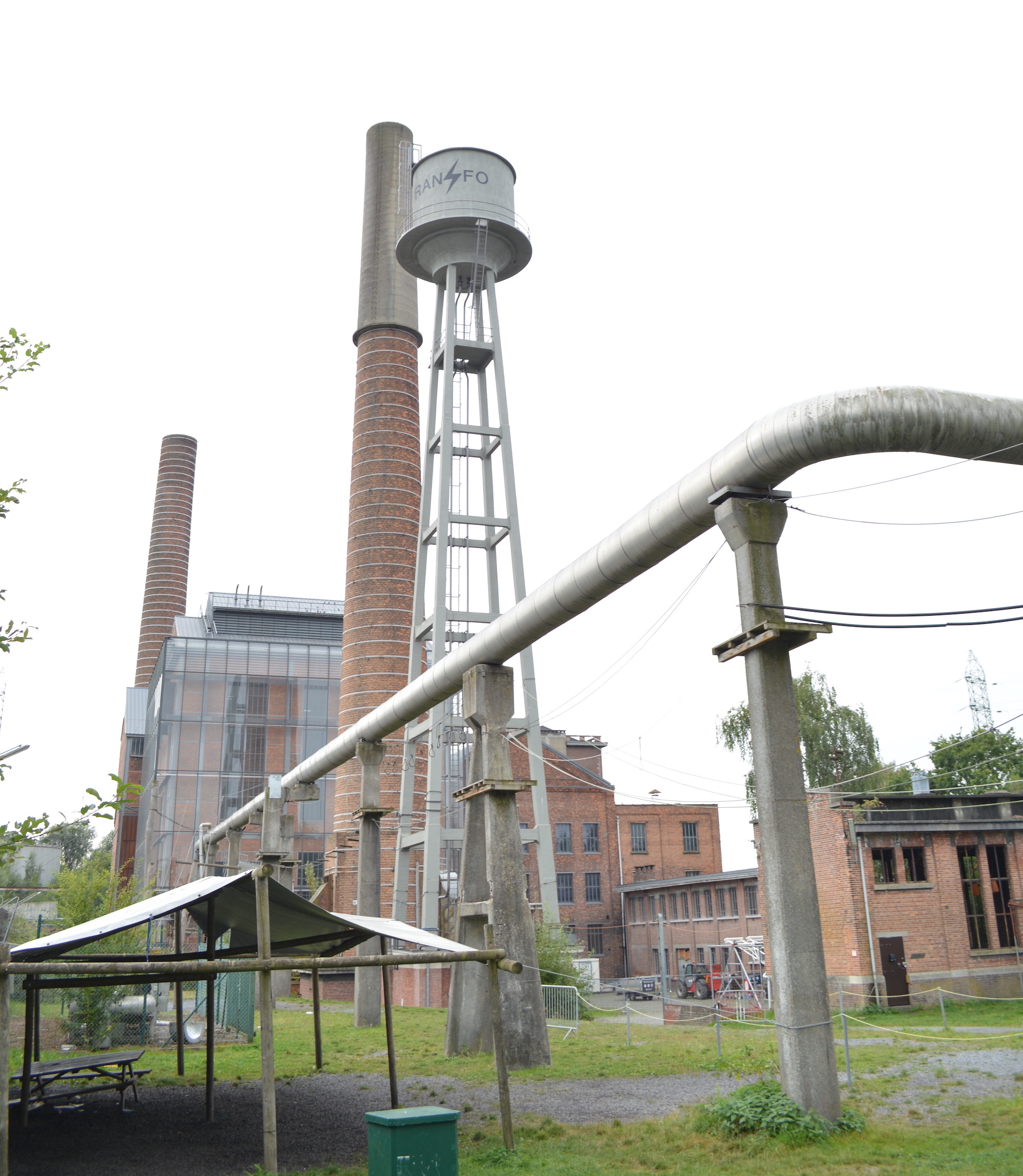
Transfo Zwevegem

## Natuur en landschap
Zwevegem ligt in Zandlemig Vlaanderen aan het Kanaal Bossuit-Kortrijk. De hoogte varieert tussen 17 en 77 meter. Enkele beken, zoals Keibeek en Kasteelbeek, lopen door de gemeente.
De vier grootste bossen van Zwevegem zijn het Mortagnebos, het Orveytbos, het Grandvalbos en het Banhoutbos. Het Beerbos werd praktisch totaal verminkt door woonverkaveling.v

## Demografische ontwikkeling

### Demografische evolutie voor de fusie
- Bronnen:NIS, Opm:1831 tot en met 1970=volkstellingen

### Demografische evolutie van de fusiegemeente
Alle historische gegevens hebben betrekking op de huidige gemeente, inclusief deelgemeenten, zoals ontstaan na de fusie van 1 januari 1977.
- Bronnen:NIS, Opm:1831 tot en met 1981=volkstellingen; 1990 en later= inwonertal op 1 januari

| Inwoners van jaar tot jaar op 1 januari 1992 tot heden | Inwoners van jaar tot jaar op 1 januari 1992 tot heden | Inwoners van jaar tot jaar op 1 januari 1992 tot heden |
| jaar                                                   | Aantal                                                 | Evolutie: 1992=index 100                               |
| ------------------------------------------------------ | ------------------------------------------------------ | ------------------------------------------------------ |
| 1992                                                   | 23.054                                                 | 100,0                                                  |
| 1993                                                   | 23.038                                                 | 99,9                                                   |
| 1994                                                   | 23.165                                                 | 100,5                                                  |
| 1995                                                   | 23.144                                                 | 100,4                                                  |
| 1996                                                   | 23.261                                                 | 100,9                                                  |
| 1997                                                   | 23.324                                                 | 101,2                                                  |
| 1998                                                   | 23.380                                                 | 101,4                                                  |
| 1999                                                   | 23.509                                                 | 102,0                                                  |
| 2000                                                   | 23.489                                                 | 101,9                                                  |
| 2001                                                   | 23.451                                                 | 101,7                                                  |
| 2002                                                   | 23.404                                                 | 101,5                                                  |
| 2003                                                   | 23.392                                                 | 101,5                                                  |
| 2004                                                   | 23.536                                                 | 102,1                                                  |
| 2005                                                   | 23.666                                                 | 102,7                                                  |
| 2006                                                   | 23.674                                                 | 102,7                                                  |
| 2007                                                   | 23.809                                                 | 103,3                                                  |
| 2008                                                   | 23.900                                                 | 103,7                                                  |
| 2009                                                   | 24.045                                                 | 104,3                                                  |
| 2010                                                   | 24.113                                                 | 104,6                                                  |
| 2011                                                   | 24.100                                                 | 104,5                                                  |
| 2012                                                   | 24.209                                                 | 105,0                                                  |
| 2013                                                   | 24.197                                                 | 105,0                                                  |
| 2014                                                   | 24.258                                                 | 105,2                                                  |
| 2015                                                   | 24.271                                                 | 105,3                                                  |
| 2016                                                   | 24.353                                                 | 105,6                                                  |
| 2017                                                   | 24.530                                                 | 106,4                                                  |
| 2018                                                   | 24.619                                                 | 106,8                                                  |
| 2019                                                   | 24.656                                                 | 106,9                                                  |
| 2020                                                   | 24.814                                                 | 107,6                                                  |
| 2021                                                   | 24.853                                                 | 107,8                                                  |
| 2022                                                   | 25.140                                                 | 109,0                                                  |
| 2023                                                   | 25.558                                                 | 110,9                                                  |
| 2024                                                   | 25.785                                                 | 111,8                                                  |
| 2025                                                   | 25.870                                                 | 112,2                                                  |

## Trivia
- Zwevegem had de eerste mobiele bibliotheek van het land: De bibus. Deze reed voor het eerst uit in april 2010 en bedient alle deelgemeentes. Dit initiatief werd inmiddels door vele andere Vlaamse steden en gemeentes overgenomen. Naast het ontlenen van boeken en andere media van de bibliotheek kan de bezoeker er ook terecht voor het afhandelen van bepaalde overheidsdiensten.
- De Druivelaar bestaat sinds 1915 en werd voor het eerst uitgegeven in Zwevegem door René August Nuttin, de vader van Joseph Nuttin.

## Politiek

### Structuur
| Zwevegem         | Zwevegem         | Supranationaal         | Nationaal                         | Nationaal                         | Gemeenschap               | Gewest                    | Provincie                 | Arrondissement  | Provinciedistrict | Kanton          | Gemeente        |
| ---------------- | ---------------- | ---------------------- | --------------------------------- | --------------------------------- | ------------------------- | ------------------------- | ------------------------- | --------------- | ----------------- | --------------- | --------------- |
| Administratief   | Niveau           | Europese Unie          | België                            | België                            | Vlaanderen                | Vlaanderen                | West-Vlaanderen           | Kortrijk        | Kortrijk          | Kortrijk        | Zwevegem        |
| Administratief   | Bestuur          | Europese Commissie     | Belgische regering                | Belgische regering                | Vlaamse regering          | Vlaamse regering          | Deputatie                 | Deputatie       | Deputatie         | Deputatie       | Gemeentebestuur |
| Administratief   | Raad             | Europees Parlement     | Kamer van volksvertegenwoordigers | Kamer van volksvertegenwoordigers | Vlaams Parlement          | Vlaams Parlement          | Provincieraad             | Provincieraad   | Provincieraad     | Provincieraad   | Gemeenteraad    |
| Kiesomschrijving | Kiesomschrijving | Nederlands Kiescollege | Kieskring West-Vlaanderen         | Kieskring West-Vlaanderen         | Kieskring West-Vlaanderen | Kieskring West-Vlaanderen | Kieskring West-Vlaanderen | Kortrijk-Ieper  | Kortrijk          | Kortrijk        | Zwevegem        |
| Verkiezing       | Verkiezing       | Europese               | Federale                          | Federale                          | Vlaamse                   | Vlaamse                   | Provincieraads-           | Provincieraads- | Provincieraads-   | Provincieraads- | Gemeenteraads-  |

### Burgemeesters
- ...-1840 : Pieter Francis Vandevenne
- 1840-1887 : Karel Francis Vandevenne
- 1887-1921 : Theophiel Toye
- 1921-1927 : Leo Leander Bekaert
- 1927-1961 : Leon Antoine Bekaert
- 1962-1976 : Antoine Bekaert
- 1977-1988 : Jozef Van de Velde
- 1989-2006 : Paul Deprez
- 2007-2012 : Claude Vanwelden
- 2013-2024 : Marc Doutreluingne
- 2024-heden: Isabelle Degezelle

#### Gemeentebestuur
Sinds 2024 is Isabelle Degezelle de eerste vrouwelijke burgemeester van Zwevegem. Ze leidt een coalitie van CD&V en N-VA.
Van 2013 tot 2024 was de burgemeester Marc Doutreluingne (Gemeentebelangen). Tussen 2013 en 2018 leidde hij een coalitie bestaande uit Gemeentebelangen, N-VA en sp.a, die een meerderheid had van 14 op 27 zetels. Tussen 2018 en 2024 bestond de coalitie uit Lijst Burgemeester (de nieuwe naam van Gemeentebelangen), CD&V en Vooruit. Samen hadden ze een meerderheid van 18 op 27 zetels.

### Resultaten gemeenteraadsverkiezingen sinds 1976
| Partij               | Partij                                                                    | 10-10-1976 | 10-10-1976 | 10-10-1982 | 10-10-1982 | 9-10-1988 | 9-10-1988 | 9-10-1994 | 9-10-1994 | 8-10-2000 | 8-10-2000 | 8-10-2006 | 8-10-2006 | 14-10-2012 | 14-10-2012 | 14-10-2018 | 14-10-2018 | 13-10-2024 | 13-10-2024 |
| Stemmen / Zetels     | Stemmen / Zetels                                                          | %          | 27         | %          | 27         | %         | 27        | %         | 27        | %         | 27        | %         | 27        | %          | 27         | %          | 27         | %          | 29         |
| -------------------- | ------------------------------------------------------------------------- | ---------- | ---------- | ---------- | ---------- | --------- | --------- | --------- | --------- | --------- | --------- | --------- | --------- | ---------- | ---------- | ---------- | ---------- | ---------- | ---------- |
|                      | PVDA1/ PVDA+2                                                             | 0,791      | 0          | 1,261      | 0          | 2,421     | 0         | 1,481     | 0         | -         |           | 0,712     | 0         | -          |            | -          |            | -          |            |
|                      | Agalev1/ Groen!2/ Groen3                                                  | -          |            | -          |            | 6,431     | 1         | 8,851     | 1         | 10,121    | 2         | 5,42      | 0         | -          |            | 12,23      | 3          | 8,73       | 2          |
|                      | SP1/ ZW2000B/ sp.a-spirit2/ sp.a3/ Vooruit4                               | 16,931     | 4          | 15,471     | 4          | 13,461    | 3         | 36,84B    | 10        | 30,21B    | 8         | 12,422    | 3         | 12,433     | 3          | 10,03      | 2          | 9,04       | 2          |
|                      | PVV1/ ZW2000B/ Gemeentebelangen2/ Lijst Burgemeester3/ Team Burgemeester4 | 7,83       | 1          | 13,2       | 3          | 13,69     | 3         | 36,84B    | 10        | 30,21B    | 8         | 19,02     | 5         | 15,272     | 4          | 26,23      | 8          | 16,74      | 5          |
|                      | CVP1/ CD&V+N-VAA/ CD&V2                                                   | 60,751     | 20         | 57,211     | 17         | 54,021    | 18        | 52,821    | 16        | 52,911    | 16        | 50,4A     | 16        | 41,272     | 13         | 28,32      | 8          | 31,42      | 10         |
|                      | VU1/ CD&V+N-VAA/ N-VA2                                                    | 9,991      | 2          | 12,871     | 3          | 9,981     | 2         | -         |           | -         |           | 50,4A     | 16        | 26,32      | 7          | 17,22      | 5          | 25,42      | 8          |
|                      | Zwevegem Vooruit1/ Nu.Zwevegem2                                           | -          |            | -          |            | -         |           | -         |           | -         |           | -         |           | -          |            | 6,21       | 1          | 8,72       | 2          |
|                      | Vlaams Blok1/ Vlaams Belang2                                              | -          |            | -          |            | -         |           | -         |           | 6,771     | 1         | 12,072    | 3         | 4,722      | 0          | -          |            | -          |            |
|                      | DWV                                                                       | 3,72       | 0          | -          |            | -         |           | -         |           | -         |           | -         |           | -          |            | -          |            | -          |            |
| Totaal stemmen       | Totaal stemmen                                                            | 15565      | 15565      | 16234      | 16234      | 16767     | 16767     | 16985     | 16985     | 17399     | 17399     | 16878     | 16878     | 16994      | 16994      | 18319      | 18319      | 12939      | 12939      |
| Opkomst %            | Opkomst %                                                                 |            |            |            |            | 96,66     | 96,66     | 95,71     | 95,71     | 95,44     | 95,44     | 95,76     | 95,76     | 94,21      | 94,21      | 94,6       | 94,6       | 64,7       | 64,7       |
| Blanco en ongeldig % | Blanco en ongeldig %                                                      | 3,36       | 3,36       | 4,77       | 4,77       | 4,49      | 4,49      | 5,96      | 5,96      | 5,17      | 5,17      | 5,2       | 5,2       | 5,67       | 5,67       | 6,1        | 6,1        | 1,7        | 1,7        |

De rode cijfers naast de gegevens duiden aan onder welke naam de partijen telkens bij een verkiezing opkwamen.

De zetels van de gevormde meerderheid staan vetjes afgedrukt

 Bronnen: 1976-2000: Verkiezingsdatabase Binnenlandse Zaken
2006-2012: www.nieuwsblad.be: Verkiezingsuitslagen 2012 en www.vlaanderenkiest.be: Gegevens 2012

## Evenementen
- Elk jaar op 14 en 15 augustus vindt het Internationaal Streekbierenfestival van Zwevegem plaats.

## Sport
Zwevegem huisvest de basketclub KBBC Betafence Zwevegem en de voetbalclub Zwevegem Sport. Tevens ligt aan het kanaal ook het OC De Brug met daarin de kajakclub (KSKZ), de tafeltennisclub, 4x4 en Calypso.
- Jaarlijks: GP Marcel Kint (wielrennen), wedstrijd UCI1.1
- Jaarlijks: Internationale Cyclocross Otegem (dag na BK veldrijden)
- Jaarlijks: Regatta Zwevegem (Sobeka Flanders Cup)

Tussen 2004 en 2012 vond hier het tennistornooi ITF Zwevegem Ladies Open plaats.

### Sportfaciliteiten
In de Bekaertstraat bevindt zich het Sportpunt. Dit is een verzameling van bijna alle sportfaciliteiten in Zwevegem. Hiertoe behoren het Gemeentelijk zwembad, sportzalen, de atletiekclub, de voetbalclub, een gymzaal en aan de overkant de tennisclub KGTC met bijhorende petanqueclub. Zwevegem beschikt ook over een duiktank.

## Geboren in Zwevegem / afkomstig uit Zwevegem / woont in Zwevegem
- Leo Leander Bekaert (1855-1936), industrieel
- Leon Antoine Bekaert (1891-1961), industrieel
- Marcel Kint (1914-2002), wielrenner
- Antoine Bekaert (1930-1990), industrieel
- Willy Truye (1934), wielrenner
- Jozef De Witte (1953), directeur van het Belgisch Centrum voor gelijkheid van kansen en voor racismebestrijding (CGKR)
- Lodewijk De Witte (1954), gouverneur van Vlaams-Brabant
- Sylvia Vanden Heede (1961), auteur
- Geert Deldaele (1964), kajakker
- Ann Tuts (1964), actrice
- Theophile Byttebier (1851-1924), wegenbouw-aannemer (Firma Byttebier)
- Janne Desmet (1980), actrice
- Olivier Myny (1994), voetballer
- Michiel Devlieger, tv-persoonlijkheid
- Xandro Meurisse, wielrenner
- Tom Devriendt, wielrenner
- Joyce Vanderbeken, wereldkampioene gravelbike
- Baptiste Planckaert, wielrenner
- Nikolas Maes, wielrenner, ploegleider wielrennen

## Nabijgelegen kernen
Zwevegem-Knokke, Sint-Lodewijk, Deerlijk, Harelbeke, Kortrijk